# 奇里波峰
奇里波峰（Chirripó）是哥斯达黎加的最高峰，海拔3,820（12,533英尺）。奇里波峰位于奇里波国家公园，因当地生态财富而闻名。当地与周边的保护区具有较高的地方特殊性和极高的生物多样性。奇里波峰的海拔在当地山脉中独树一帜，山中有许多动植物。冬季可能会降雪，但不常见。
作为哥斯达黎加的最高峰，奇里波峰的相对高度达3,727米（12,228英尺）,，是世界上相对高度第38高的山峰。

## 攀登
攀登本山需要向当地主管部门申请，从爬山小道的起点到顶峰大约需要步行19.5-（12.1-英里） 。

## 地理
在晴朗的天气里，在顶峰可以俯瞰整个中美地峡，甚至可以看到太平洋和加勒比海。
历史上，山区发生过两次大型森林火灾，一次在1976年，另一次在20世纪90年代，均对生态环境造成严重破坏。

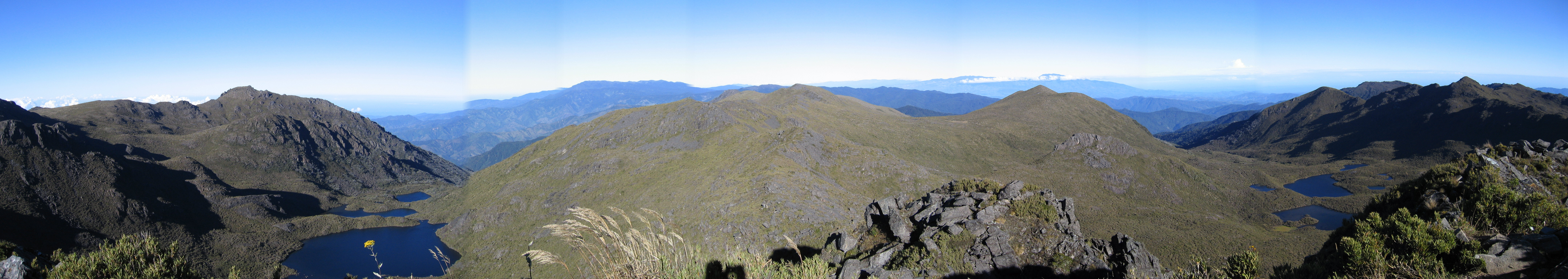
奇里波峰周边景观